# 모험

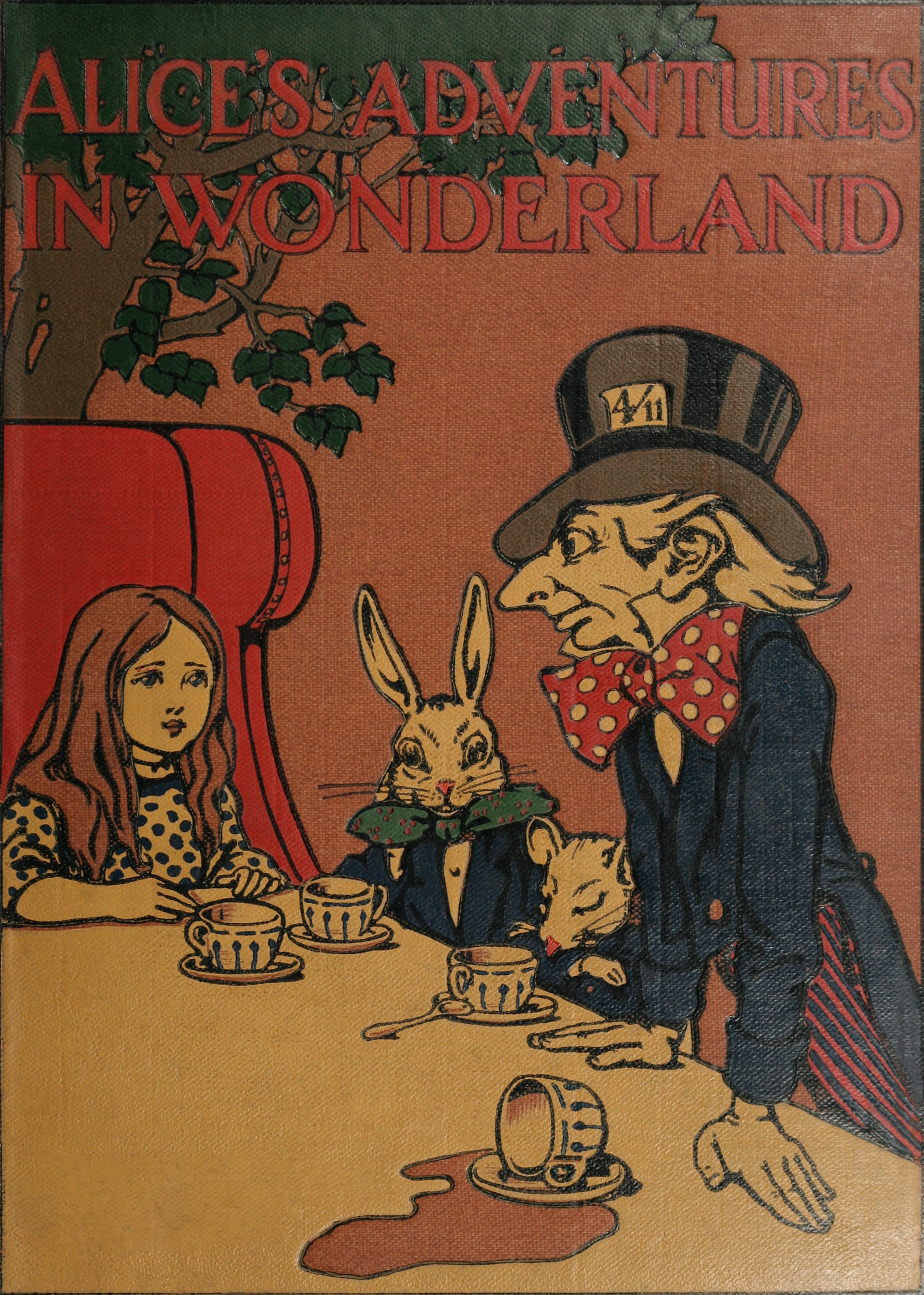
이상한 나라의 앨리스

모험(冒險)은 일상과 동떨어진 상황에서, 어떤 목적을 위해 위험 속에서 신나는 경험을 하는 행위를 말한다. 모험은 나라는 틀에서 나오는것 또는 그 체험 속에서 뜻하지 않는 상황을 만나기도 한다. 이러한 모험 체험자는 경우에 따라 그 체험 보고서를 작성하기도 하며, 그 체험자를 모험가(冒險家)라고 한다.

## 같이 보기
- 탐험
- 어드벤처